# Crowdin
Crowdin是一家专有、基于云的语言本地化技术和服务公司。它为商业产品提供软件即服务，并为非商业的开源项目和教育项目免费提供软件。

## 历史
该公司由Serhiy Dmytryshyn于2008年創辦，2009年1月正式推出Crowdin平台。从那时起，它被软件和游戏开发（包括Minecraft）公司采用，用于將各自公司開發的软件界面語言翻译成其他語言。